# Yavin 4
« Yavin » redirige ici. Pour la planète gazeuse ou l'étoile, voir Liste des astres de Star Wars.
Vous lisez un « bon article » labellisé en 2022.
Astre fictif apparaissant dans
Star Wars.
Yavin 4 est un satellite naturel de l’univers de fiction Star Wars. Située dans la Bordure extérieure, cette lune orbite autour de la géante gazeuse Yavin.
Elle apparaît principalement dans les films Rogue One et Un nouvel espoir, pour lesquels les scènes extérieures sont surtout tournées sur le site guatémaltèque de Tikal.
De plus, Yavin 4 est visible dans les séries télévisées Rebels et Andor, dans des jeux vidéo et bandes dessinées. Elle est par ailleurs citée dans les mises en roman des films dans lesquels elle apparaît, et d'autres romans.

## Contexte
L'univers de Star Wars a pour cadre une galaxie qui est le théâtre d'affrontements entre les Chevaliers Jedi et les Seigneurs noirs des Sith, personnages sensibles à la Force, un champ énergétique mystérieux leur procurant des pouvoirs psychiques. Les Jedi maîtrisent le Côté lumineux de la Force, pouvoir bénéfique et défensif, pour maintenir la paix dans la galaxie. Les Sith utilisent le Côté obscur, pouvoir nuisible et destructeur, pour leur usage personnel et pour dominer la galaxie.

## Géographie

### Situation spatiale
Le système Yavin se situe dans le secteur de l'Étendue gordienne, dans la Bordure extérieure. L'étoile de ce système s'appelle aussi Yavin, tout comme la troisième et dernière planète en partant du centre. Cette planète, une géante gazeuse, possède 26 satellites naturels. Le quatrième est Yavin 4,.

### Topographie
Les terres émergées de Yavin 4 sont recouvertes par la forêt, des marais et la jungle. Des temples pyramidaux construits par les massassis se dressent à l'intérieur de cet environnement. Le plus grand d'entre eux, le Grand temple, devient la principale base de l'Alliance rebelle,,.
Ce satellite naturel est couvert d'océans sur un tiers de sa surface. Les deux tiers restants sont partagés entre quatre continents. Sur Yavin 4, il n'y a pas de dérive des continents. Les plaques tectoniques ne bougent pas les unes par rapport aux autres. Aucun océan n'est isolé des autres. Il y a sur cette lune des chaînes de montagnes et des volcans. Ces derniers sont à l'origine d'une dynamiqe qui permet la création de cours d'eau à très fort débit.

### Formes de vie
La planète présente une importante bio-diversité. Les arbres massassis, avec leur écorce mauve, entourés de fougères grimpantes, de champignons grenades et d'orchidées bio-luminescentes, occupent une place importante dans la flore locale.. Parmi les animaux arboricoles, les plus notables sont les woolamandres, des frugivores, et les rongeurs stindarils, des carnassiers qui se nourrissent notamment d'oiseaux-murmures dorés. Sur la terre ferme se trouvent les runyips, des herbivores, et les essaims de scarabées piranhas. Les marais de ce satellite abritent des crabes-lézards poursuivis par des anguilles caparaçonnées. Dans les eaux se rencontrent aussi des gundarks aquatiques, des salamandres muqueuses, des serpents cristallins et des thyrsls. Enfin, les vers léviathans, souterrains, se nourrissent des racines d'arbres massassis,.

## Univers officiel

### Avant la bataille de Yavin
Durant la guerre civile galactique, le dirigeant militaire Jan Dodonna fonde une cellule rebelle sur Yavin 4. Il l'appelle Groupe Massassi, en référence à l'espèce intelligente qui peuple la planète. Ce groupe de rebelles devient l'un des plus importants de la galaxie, participant notamment aux batailles de Scarif et de Yavin.
Ainsi, Yavin 4 est la principale base de l'Alliance rebelle. La fille de Galen Erso, Jyn, y est amenée par les Rebelles. La dirigeante de l'Alliance, Mon Mothma, lui explique alors que son père a élaboré la station de combat spatiale Étoile de la mort et qu'elle est la mieux placée pour retrouver son père, Galen, et les plans de cette arme impériale que les Rebelles veulent détruire  ,,. À Cassian Andor, qui accompagne Jyn Erso, on a confié une mission secrète : tuer Galen. 
Lorsque les Rebelles doivent récupérer les plans de l'Étoile de la mort sur Scarif, plusieurs dirigeants rebelles, dont la générale Hera Syndulla, sont appelés à quitter Yavin 4. Le Tantive IV, avec la princesse Leia Organa à son bord, part de Yavin 4 pour assister à cette bataille,,.
Capturée par l'Empire, Leia Organa refuse de divulguer l'emplacement de la base rebelle. Elle donne alors, pour gagner du temps, celui d'un site abandonné sur la planète Dantooine. Elle parvient ensuite à s'enfuir à bord du Faucon Millenium avec le contrebandier Han Solo. L'Étoile de la mort poursuit le vaisseau jusque dans le système de Yavin. Pendant que les vaisseaux impériaux sont en chemin, le général Dodonna prépare la défense de l'Alliance rebelle,.

### Bataille de Yavin
Les Rebelles font décoller plusieurs escadrons de chasseurs X-wings dans l'espoir de profiter d'une faiblesse dans la conception de l'Étoile de la mort pour la détruire. La torpille envoyée par une nouvelle recrue de l'escadron « rouge », Luke Skywalker, anéantit la station spatiale, donnant à l'Alliance une victoire majeure contre l'Empire. Les Rebelles, peu après avoir fêté cette victoire par une cérémonie, abandonnent Yavin 4, craignant une contre-attaque,,.

### Après la bataille de Yavin
Une fois l'Étoile de la mort détruite, deux Rebelles en particulier sont récompensés pour leur participation conséquente à cette bataille. Il s'agit de Luke Skywalker, ayant tiré sur la faille qui a permis l'explosion de la station spatiale, et de Han Solo, l'ayant sauvé du seigneur Sith Dark Vador durant la bataille. Leia Organa leur remet une médaille sur Yavin 4, au cours d'une cérémonie pour fêter cette victoire militaire.
Après avoir pris leur retraite, la pilote Shara Bey et le sergent Kes Dameron, deux anciens Rebelles, s'installent sur Yavin 4 pour y vivre. Ils y plantent un fragment d'arbre sensible à la Force offert par Luke Skywalker,.

## Univers Légendes
À la suite du rachat de la société Lucasfilm par The Walt Disney Company, tous les éléments racontés dans les produits dérivés datant d'avant le 26 avril 2014 ont été déclarés comme étant en dehors du canon et ont alors été regroupés sous l’appellation « Star Wars Légendes ».

### Guerres Sith
Vers 5 000 av. BY, l'espèce des massassis vit sur Yavin 4 lorsque le seigneur Sith Naga Sadow fuit Korriban en perdant la grande guerre de l'hyperespace. 
Naga Sadow marque Yavin 4 de ses temples. En effet, le Grand temple notamment est construit en hommage à Naga Sadow par les massassis malgré les persécutions subies. Face à sa défaite devant les Jedi, Naga Sadow résiste partiellement à la mort en se plongeant dans un sommeil centenaire sur Yavin 4. Finalement, un certain Freedon Nadd vient en 4 400 av. BY, trouve le temple et devient l'apprenti de Naga Sadow,. 
Exar Kun arrive plus tard sur Yavin 4. Il y tue définitivement Naga Sadow puis asservit les massassis, leur faisant construire d'énormes temples, des points de convergence de très grand pouvoir. Il se renforce progressivement en absorbant l'énergie d'enfants massassis notamment. Dans le même temps, il effectue des expérimentations génétiques afin de créer des animaux de combat. Ne pouvant repousser la victoire des Jedi contre lui, il trouve moyen de survivre plusieurs millénaires en transférant son esprit dans un temple du satellite naturel,,.

### Chute et renaissance de la République
Bien plus tard, pendant la guerre des clones, le Jedi Anakin Skywalker se confronte à la séparatiste Asajj Ventress. Leur duel a lieu dans le Grand temple massassi. Durant le combat, Anakin semble se rapprocher particulièrement du Côté obscur, en prémices de son basculement total aux derniers instants de la guerre des clones,,,.
Après la montée de la Nouvelle République face à l'Empire galactique, Luke Skywalker choisit la lune comme lieu pour fonder le nouvel ordre Jedi, et y entraîne notamment Mara Jade,. La planète est ravagée par les yuuzhan vong lors de l'invasion vong que subit alors la galaxie. L'ordre Jedi déménage alors sur Ossus.

## Concept et création
Les scènes d’Un nouvel espoir se déroulant sur Yavin 4 ont été tournées près des ruines de l'ancienne cité maya de Tikal, au Guatemala. Deux ans après le tournage, le site est inscrit au patrimoine mondial de l'Unesco,,,. L'idée d'utiliser ces ruines comme lieu de tournage vient à George Lucas lorsque, en Angleterre, il remarque le site précolombien sur l'affiche d'une agence de voyage. 
Yavin 4 et la base rebelle apparaissent à nouveau dans Rogue One, premier film de la série dérivée Star Wars Story. Jyn Erso y est capturée par l'Alliance rebelle. L'apparition de Yavin 4 fait partie des éléments qui permettent de rattacher cet épisode au premier Star Wars. Dans ce film, la scène d'introduction est similaire à celle de la première scène sur Yavin 4 dans Un nouvel espoir. En effet, un soldat rebelle, posté en sentinelle, y observe un chasseur dans le ciel. 
Des scènes de Rogue One se déroulant sur Yavin 4 ont été tournées sur un plateau d'environ 107 mètres (351 pi) de long sur environ 61 mètres (200 pi) de large, et non en milieu réel. D'autres, combinent peinture sur cache et prise de vues réelles. Elles ont été réalisées dans une base de la Royal Air Force, dans le Bedfordshire, en Angleterre.
L'acteur Oscar Isaac, qui joue Poe Dameron dans la troisième trilogie, est né au Guatemala, lieu de tournage de Yavin 4. Il a demandé que le personnage qu'il interprète soit originaire de Yavin 4 afin de se sentir plus proche de lui. Le satellite a donc été choisi comme lieu de naissance de Poe Dameron, dans l'univers de Star Wars. Cette information a été révélée avant même la sortie du film Le Réveil de la Force, où Poe apparaît pour la première fois,.

## Adaptations

### Jeux vidéo
Yavin 4 apparaît dans Star Wars: The Old Republic, sorti en 2011. La planète y abrite notamment des esprits sith comme celui de Naga Sadow.
En 2017, Star Wars Battlefront II compte 11 terrains de jeu différents, dont Yavin 4. C'est le seul à apparaître dans Rogue One et le seul, avec Mos Eisley, à provenir d’Un nouvel espoir.
Yavin 4 figure aussi dans le jeu de 2020 Star Wars: Squadrons. Il s'agit de l'un des lieux dans lesquels le joueur peut participer à une bataille à bord d'un chasseur.

### Figurines
Lego produit en 2012 des figurines sphériques de quelques planètes Star Wars, séparables en deux hémisphères. Quoique Yavin 4 ne soit pas une planète mais un satellite, elle fait aussi partie de la collection sous le numéro 9677 « X-wing Starfighter & Yavin 4 ». Elle est vendue avec un X-wing et son pilote.
En outre, des figurines de personnages sous leur apparence dans des scènes sur Yavin sont mises en vente. Ainsi, Funko commercialise dès le 1er novembre 2021 la figurine Pop sous le numéro 459 « Princess Leia (Yavin Ceremony) ». Elle représente Leia Organa, avec entre les mains une médaille, que dans le film elle remet à Luke Skywalker ou à Han Solo,.  Quelques mois plus tard, au printemps 2022, Hasbro commercialise dans sa série de figurines Black Series pour les 50 ans de Lucasfilm une figurine du même type sous le nom « Princess Leia Organa (Yavin 4) ». Il s'agit en effet de Leia en tenue de cérémonie avec la médaille du film,,.

## Accueil
Yavin 4 apparaît régulièrement dans les classements sur les astres de la saga Star Wars. Le site Internet Vulture lui attribue la dixième place. Il explique alors notamment que ce satellite naturel possède deux principales qualités : son histoire liée aux Sith et son apparence due aux temples utilisés comme hangars à vaisseaux par les rebelles. Le site Internet Comic Book Resources place quant à lui Yavin 4 au quatrième rang, derrière Naboo, Bespin et la lune forestière d'Endor. Il souligne sa topographie parfaite tout en signalant qu'elle manque de ressources naturelles minérales.
Dans son classement des meilleurs lieux visibles dans Un nouvel espoir, le site Internet Screen Rant place Yavin 4 au dixième rang, devancée par cinq lieux de Tatooine, deux de l'Étoile de la mort et deux vaisseaux. Parmi les qualités du satellite naturel, le site mentionne principalement la salle de remise des médailles et l'apparence extérieure de la base rebelle. Toutefois, il souligne que le film ne s'attarde pas beaucoup sur ce lieu pourtant important.
Le duel entre Asajj Ventress et Anakin Skywalker sur Yavin 4 fait notamment partie des moments les plus populaires de la série d'animation Clone Wars, principalement pour l'effet visuel,,.

## Analyse

### Analyse littéraire
Le choix de Yavin 4, monde de jungle, comme base des rebelles, héros d’Un nouvel espoir, peut s'expliquer par le fait que les mondes de la saga qui abritent les personnages du camp du bien sont sauvages, naturels et verdoyants, comme notamment l'autre satellite notable de la saga, la lune forestière d'Endor, et les planètes Naboo et Kashyyyk. Les personnages du camp du mal vivent quant à eux dans une base artificielle, l'Étoile de la mort, en opposition à la verdoyante Yavin 4. Ainsi, la jungle luxuriante de cette planète contraste avec l'habitat du mal, artificiel et noir ou blanc.

### Analyse scientifique
Comme plusieurs autres astres de Star Wars, Yavin 4 a été étudiée avec une approche scientifique afin de déterminer si le concept semble assez réaliste. Ainsi, il faudrait d'abord que la géante gazeuse du satellite naturel en question soit bien placée dans son système, dans la zone d'habitabilité du système. La diversité des écosystèmes de Yavin 4 paraît aussi plus probable qu'un satellite naturel intégralement couvert d'une forêt comme la lune forestière d'Endor, ne serait-ce parce que les régions polaires sont plus froides que les régions tropicales.

## Postérité
La planète D'Qar dans la troisième trilogie de la saga est parfois perçue comme une reprise de Yavin 4 : ces planètes sont couvertes par la jungle et inhabitées du fait de leur isolement par rapport aux routes hyperspatiales. Par ailleurs, la Résistance, héritière de l'Alliance rebelle, y établit sa base de commandement.
Une scène se déroulant à Yavin 4 en particulier continue de marquer les fans de la saga et la presse spécialisée plusieurs décennies après sa présence dans Un nouvel espoir : la dernière, avec la cérémonie de remise des médailles. En effet, sur les trois héros de la bataille alors présents, seuls deux obtiennent une médaille, Han Solo et Luke Skywalker. Plusieurs explications sont recherchées par les fans pour comprendre pourquoi Chewbacca n'obtient pas de récompense. Dans un premier temps, des fans considèrent que cela signifie que l'Alliance rebelle considère les humains, dont Han et Luke font partie, supérieurs aux autres espèces. Certains fans émettent une hypothèse selon laquelle Chewbacca travaillant secrètement pour les rebelles depuis La Revanche des Sith, il n'est pas nécessaire de lui donner une médaille. D'autres, se plaçant d'un point de vue extérieur à l'univers de la saga, pensent que l'équipe de tournage a tout simplement oublié,,,. 
Toutefois, George Lucas affirme que, pour les wookiees, l'espèce de Chewbacca, une médaille ne revêt pas une importance symbolique et que Chewbacca a déjà été honoré par une cérémonie wookiee, après la bataille de Yavin,,.
Peter Mayhew, l'acteur de Chewbacca, propose une explication plus pragmatique. Selon lui, la production d’Un nouvel espoir manque d'argent pour la réalisation de ce premier film et doit alors faire des économies sur certains éléments. Ainsi, acheter une troisième médaille  pour ce tournage aurait coûté trop cher,. 
Finalement, Chewbacca reçoit une médaille, dans l'épisode L'Ascension de Skywalker, des mains de Maz Kanata. Cette scène semble fournir une conclusion à la scène de la cérémonie de Yavin 4. La symbolique de la scène s'explique aussi par le fait que, dans L'Ascension de Skywalker, après la mort de Han Solo, Luke Skywalker et Leia Organa, Chewbacca est le seul survivant parmi les héros de la bataille de Yavin d'Un nouvel espoir. Il peut aussi s'agir d'un moyen pour J. J. Abrams de satisfaire les fans qui se plaignent de ce manque de reconnaissance depuis alors plus de 40 ans,,.